# Università statale di Jaroslavl'
L'Università statale di Jaroslavl' (JarGU, in russo Ярославский государственный университет им. П. Г. Демидова?, Jaroslavskij gosudarstvennyj universitet im. P. G. Demidova) o Università Demidovskij (Демидовский университет) è un ente di istruzione accademica russo situato a Jaroslavl'.

## Struttura
- Facoltà di biologia ed ecologia
- Facoltà di scienze e ingegneria informatica
- Facoltà di storia
- Facoltà di matematica
- Facoltà di psicologia
- Facoltà di scienze sociali
- Facoltà di fisica
- Facoltà di lettere e comunicazione
- Facoltà di economia
- Facoltà di legge